# 東堤小築

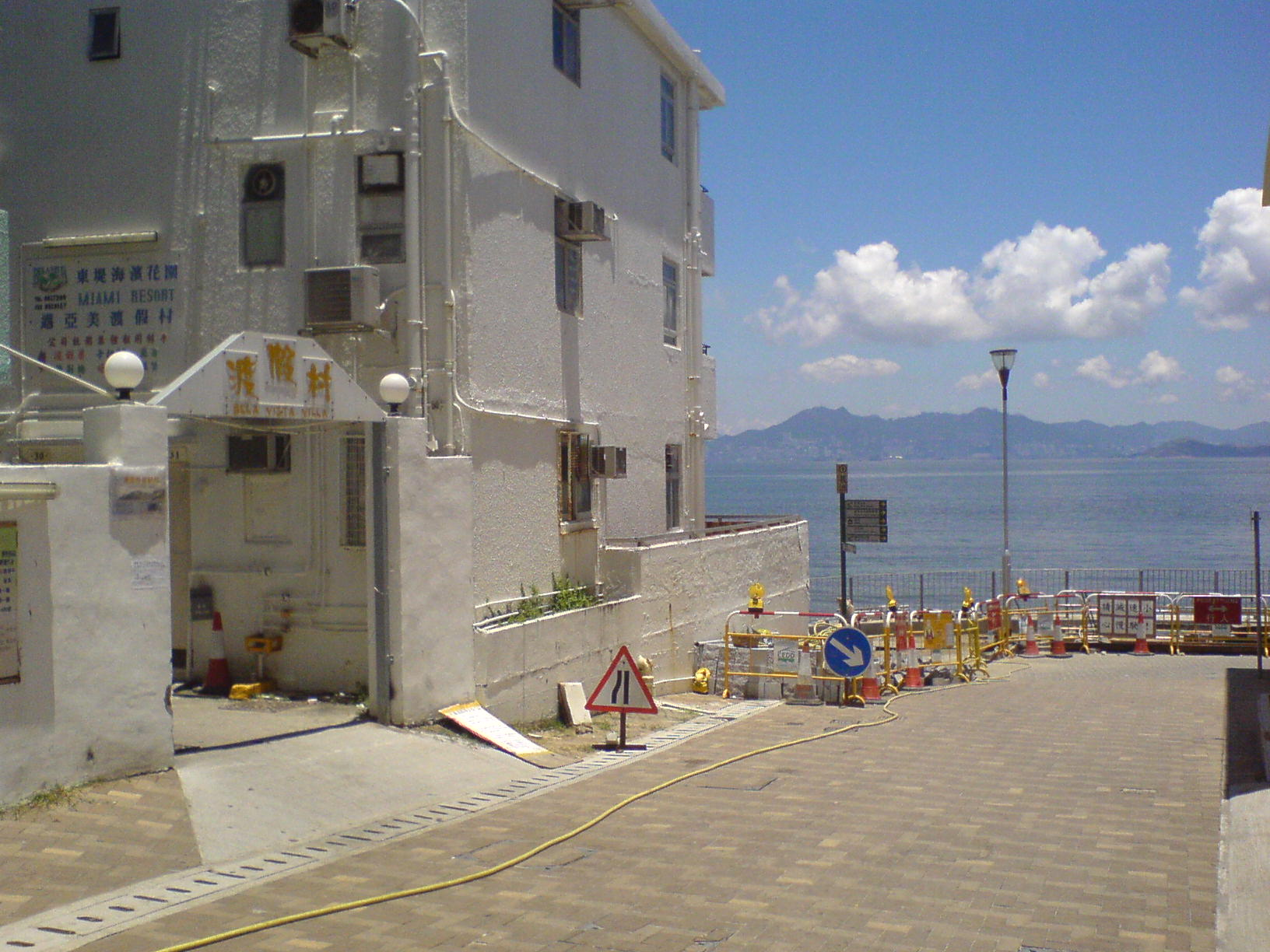
東堤小築度假村正門（攝於2007年）

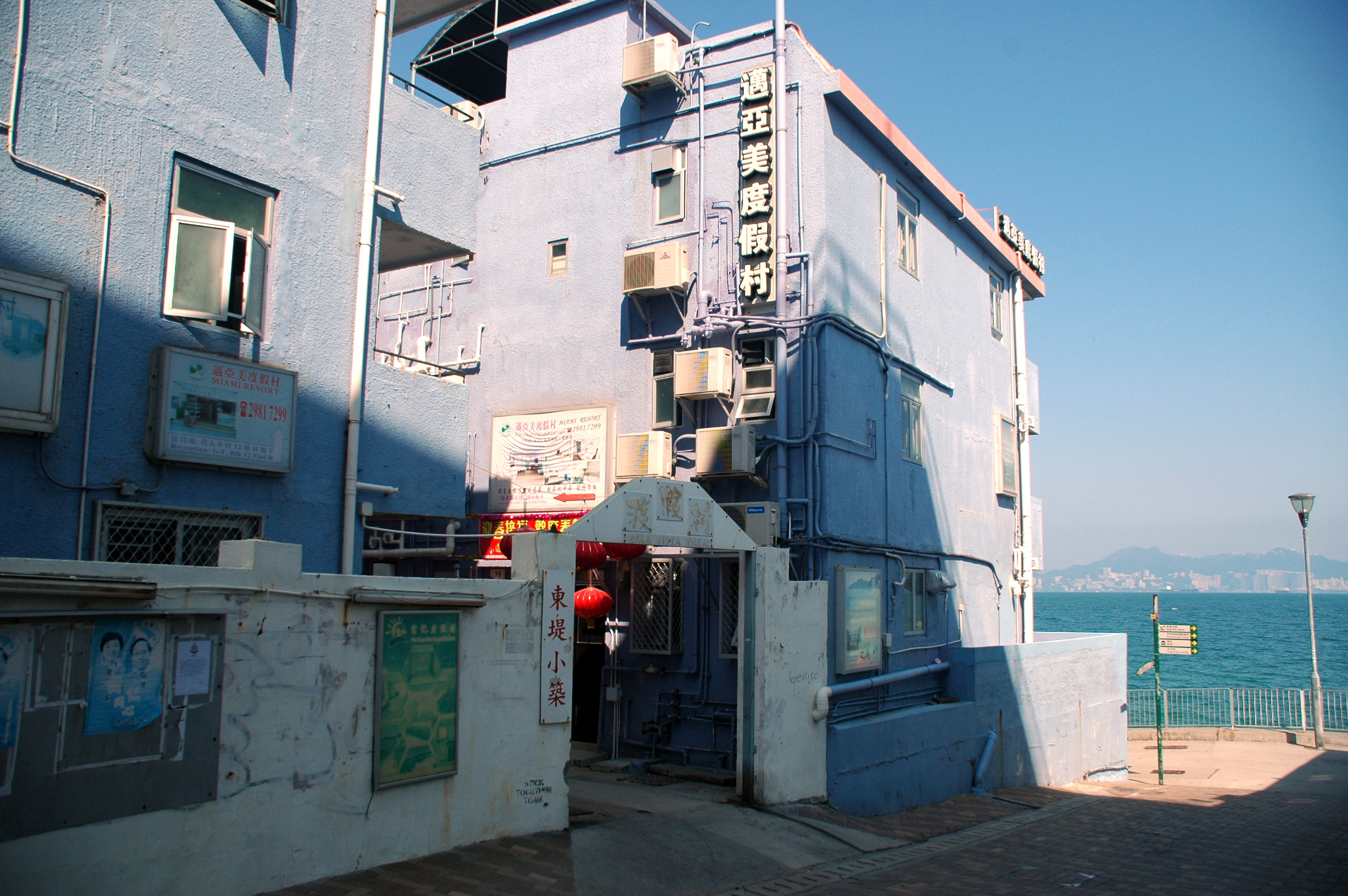
東堤小築，前方道路為國民路，右後方為長洲東灣泳灘。在26座的外牆上有邁亞美度假村的招牌。（攝於2013年初）

東堤小築（英語：Bela Vista Villa），又名東堤度假村、邁亞美度假村（英語：Miami Resort），是一群平房式度假建築物，物業多數以短期出租為主。該小築位於香港離島區的長洲中部，在長洲天后廟及長洲北帝廟以東，長洲東灣泳灘以西，望東方有西博寮海峽。
東堤小築28幢共250伙，約7成是度假屋，因為鄰近水清沙幼、風景怡人的東灣泳灘，本是知名假日旅遊勝地。但是，直至2011年11月，已經有至少26個單位曾發生自殺案，由於它以「燒炭自殺勝地」而聞名，所以物業價格特別便宜。

## 命案及企圖自殺案
自1989年起，東堤小築曾發生不少命案及企圖自殺案，下列是部份案件：

### 母子雙屍命案
1989年6月21日，於東堤小築15號C座一樓渡假屋內，失婚女子張慕玲（35歲），先殺死自己的兒子龍錦山（14歲），再身穿紅色唐裝衫褲、腳穿紅色繡花鞋，在單位的室上吊自盡。張慕玲是香港某大藥廠老闆的夫人，兩人育有一子龍錦山，住銅鑼灣伊利莎伯大廈Ａ座一單位。1989年6月，張慕玲因為丈夫不忠提出離婚並遷出伊利莎伯大廈。

### 歡場屠夫案（新三狼案）
1996年6月10日，旺角亞洲皇宮夜總會的女公關張華美（29歲）被陳家進（25歲）誘騙至長洲東堤小築度假屋過夜。之後張華美被陳家進及陳奇能（27歲，混血兒）在東堤南路一幢兩層高村屋二樓一個單位內行劫及殺害，屍體被埋於東堤小築對出的東灣一處山邊石罅。屍體於1997年3月被警方發現時已經化成白骨。（陳家進與陳奇能因謀殺張華美、余惠雯、譚銀杏及企圖謀殺郭燕，於1999年1月被判終身監禁。）

### 香港首宗燒炭自殺案
根據香港輔導及調解服務總監曹敏敬博士的訪問資料，香港的第一宗燒炭自殺案是在1998年發生於長洲的東堤小築度假村。

### 女研究員被三人謀殺案
1999年10月21日，曾任內地醫院婦科部門主任的香港大學醫學院女研究員柯丹（35歲），被網友楊嘉儀（女，23歲，會計文員）、鄭文杰（男，30歲，無業）、梁綺華（女，23歲，便利店店員）騙到長洲東堤小築6座渡假屋C1樓A室後，遭人以枕頭焗死，並埋屍長洲東灣石灘。2001年3月10日，陪審團一致裁定3被告謀殺罪成，依例判處終身監禁。

### 情侶殺人後畏罪自殺案
2000年8月25日，替人補習後失踪的港大電機工程系應屆畢業生劉慧儀（23歲）被發現裸屍被棄於大埔洞梓路䃟頭角村山邊草叢。警方懷疑劉慧儀是被袁國柱（27歲）在其女友吳淑文（20歲）租住的洞梓路䃟頭角村16號村屋二樓內殺害。8月28日，袁國柱與吳淑文在長洲東堤小築15座28號地下前座的度假屋內，以服安眠藥後燒炭方式畏罪自殺，兩人留下遺書，分別向父母請罪及道別，特別向兇案死者劉慧儀懺悔，及向劉慧儀家人道歉。

### 三少男女集體自殺案
2002年3月17日，三名就讀牛頭角佐敦谷北道瑪利諾中學中二級的同學：分別是陳永潤（男，14歲）、戴惠霞（女，14歲）、李彩玲（女，13歲），疑陷入三角苦戀中無法自拔，在東堤小築度假村4號E地下一個面積約200平方英尺的度假屋內，以啤酒送服安眠藥後燒炭自殺死亡，留下三封遺書，成為香港發生最年輕集體燒炭死亡案件。

### 三女生企圖集體自殺案
2006年1月16日，三名分別姓馮、姓張、姓傅的15歲青梅竹馬住在慈雲山的女學生，在東堤小築第11座一房內集體服食安眠藥然後燒炭，企圖自殺，由於屋內傳出濃烈燒炭味，三人被發現獲救。

### 男子自殺殉情案
2010年5月3日，一名戀愛中的姓楊（23歲）青年，疑不堪家人未接受其女友，反對兩人拍拖，以致鬱鬱不歡，懷疑他不堪困擾，獨自往長洲租度假屋，在東堤小築其中一座三樓度假屋單位內燒炭自殺殉情。

### 男女燒炭一死案
2011年10月2日深夜，一對男女疑受金錢問題困擾，在租住的東堤小築26座度假屋內燒炭尋死。其中姓林女事主（37歲）不治，據悉她染有不良嗜好，有偷竊和毒品案底。半昏迷的姓方男事主（42歲）則獲救。

### 情侶燒炭雙屍命案
2012年9月26日，一對情侶在東堤小築度假屋內燒炭，雙雙倒斃浴室死亡。男死者姓鄧（37歲），女死者姓羅（31歲），兩人是小學同校師兄妹，一年前女方與男友分手後，重遇小學同校師兄，有人在感情空虛下迅與對方熱戀，但惟當時男方已是有婦之夫，致雙方陷入苦戀，加上生活問題困擾，終相約燒炭共赴黃泉。

### 母女企圖自殺案
2014年5月17日凌晨，一對母女在東堤小築內企圖燒炭自殺，卻因錯受潮的炭塊，點燃後產生大量濃煙，女兒終支持不住打消死念，並抱著半昏迷的母親逃出屋外而獲救。據悉母女倆都患有情緒病，母親更有血壓高及其他老人病。

### 居港泰婦燒炭自殺案
2014年5月17日，一名居港泰國婦人（46歲）被發現在東堤小築度假屋房間燒炭自殺死亡；警方調查認為無可疑，不排除因病患、債務及感情問題自殺。

### 夫妻燒炭雙屍命案
2014年5月23日，一對夫婦被發現在東堤小築度假屋內燒炭自殺死亡。姓林男死者（44歲）與姓康女死者（34歲）為一對夫婦，林任地盤工程二判，但近期因周轉問題，無法向工人出糧，夫婦疑因財困問題而尋死。

### 情侶燒炭雙屍命案
2016年10月22日，一對來自廣東省潮州市來香港的情侶董森波（35歲）及吳舜蘭（33歲），被發現昏迷東堤小築一屋內，救護員證實兩人死亡，相信兩人食過最後晚餐後燒炭。

### 男子燒炭自殺案
2016年12月1日，一名41歲的姓伍男子，被發現倒斃在他租住的東堤小築29號三樓的前座單位內，身旁有曾燃燒的炭，未檢獲遺書，警方初步調查後認為事件並無可疑，據悉死者曾因金錢問題而受困擾。

### 男女燒炭雙屍命案
2017年6月8日，一對疑各自有家室的男女因生無可戀，日前租住東堤小築坐擁無敵大海景的豪華度假屋，大吃大喝至酩酊大醉后，雙雙在屋內燒炭亡。男死者陳浩麟（29歲）任職保險業，與妻子同住屯門紫田村，有經濟問題。女死者林燕妮（35歲）與丈夫及8歲兒子居於牛池灣坪石邨，早前因教仔問題爭執。

### 男子燒炭企圖自殺案
2019年5月21日，一名28歲姓陳男子向屋主訛稱為女友慶祝生日，租住東堤小築度假屋燒炭自殺，昏迷送院搶救。

### 夫妻燒炭自殺案
2020年5月31日，一對夫婦倒臥在租住的東堤小築度假屋內氣絕身亡，旁邊有一盤燒過的炭，懷疑二人燒炭自殺。警方調查實證死者為潘志盛（56歲）及其妻子馮瑞倫（56歲）。潘志盛前東區醫院病房經理，職級是護士長級，2018年患癌後退休，與妻子同住將軍澳日出康城。

### 兩女企圖自殺案
2020年10月19日，兩名事主分別為姓何（38歲）女子及姓廖（25歲）女子（其中一女作男性打扮），昏迷倒臥在東堤小築單位內，懷疑她們燒炭自殺，經搶救後情況有所好轉，稍後由直升機轉送東區醫院接受進一步治理。警方調查後，案件列作自殺協定。據悉兩名女事主同任職保險經紀，因金錢問題而自尋短見。

### 父子燒炭自殺案
2020年12月1日，一對分別60歲及27歲的姓劉父子，在東堤小築度假屋內燒炭自殺，當場死亡。該父子為裝修工人兼經營裝修工程公司，現場留有一封遺書，內容透露因裝修公司欠債兩年，期間以信用卡貸款還債。

### 姊弟戀一死命案
2022年1月16日，一對「姊弟戀」同居情侶黃小芬（54歲）、李X良（43歲）上周五在東堤小築租房度宿，16日男方報案指女友昏迷房內，救護員到場證實女事主已死亡，頸部有可疑傷痕，初步相信案件有可疑，列謀殺案並拘捕報案的男友。

### 兩男燒炭自殺案
2022年3月23日，兩名分別姓陳（39歲）及姓戴（45歲）男子，在東堤小築H座一房間內，倒臥床上及床邊，旁邊有燒過的炭及炭盆。陳、戴為朋友關係，兩人俱無業。陳的家人指他因為財困，經常向其他人借錢。

### 情侣燒炭自殺案
2023年8月25日，東堤小築有一對情侶疑燒炭自殺，當中40歲的姓許女子死亡，其46歲姓黃男朋友清醒送院，涉嫌藏毒被捕。8月27日，該46歲姓黃男子在柯士甸路14至18C號僑豐大廈躍下，飛墮天井，當場死亡。

### 男子燒炭自殺案
2024年4月12日，東堤小築職員發現一名34歲姓陳男子倒臥房內昏迷不醒，旁邊有一盆炭，懷疑燒炭自殺。救援人員證實事主當場死亡。

## 相關影視作品
1997年香港電影《夜半3點鐘》第二段單元故事，故事講述4個女孩子到長洲遊玩，最終只能租到最後一間無人願意租的度假屋，其後發生的一連串怪事，她們晚上打麻雀時，竟發現原來一直與鬼母子同住！

## 交通
長洲碼頭以北，步行可達。對島外交通，以渡海客輪為主：
- 新渡輪：
  - 長洲─中環：24小時往返長洲至中環之間。
  - 橫水渡線（坪洲─梅窩─芝麻灣─長洲）：往返大嶼山及坪洲

## 資料來源
1. ↑  . 蘋果日報. 2011-11-08  [2024-09-02]. （原始内容存档于2021-08-29） （中文（香港））.
2. ↑  . 文匯報. 2012-09-27  [2013-02-21]. （原始内容存档于2016-03-04）.
3. ↑  . 華僑日報. 1989-06-22: 4.
4. ↑  . 香港經濟日報. 2023-05-26  [2024-09-02]. （原始内容存档于2024-09-03） （中文（香港））.
5. ↑  . 山寨探案實錄. 2022-07-01  [2024-09-02]. （原始内容存档于2024-09-02） （中文（香港））.
6. ↑  . HKLII. Court of Appeal. 1999-11-17  [2022-02-19]. （原始内容存档于2022-05-04） （英语）. 上訴法庭判詞 （页面存档备份，存于）
7. ↑  . 香港基督徒述及文獻研究. 香港浸會大學. 2018-11-16  [2024-09-02]. （原始内容存档于2024-09-04） （中文（香港））.
8. ↑  黃志輝.  (PDF). 信義宗神學院校友會通訊. 信義宗神學院. 2023-04  [2024-09-02]. （原始内容存档 (PDF)于2024-05-18） （中文（香港））.
9. ↑  . on.cc東網. 2017-10-15  [2024-09-02]. （原始内容存档于2024-09-02） （中文（香港））.
10. ↑  . 警察公共關係科新聞公布. 2000-08-25  [2024-09-02]. （原始内容存档于2024-09-03） （中文（香港））.
11. ↑  女老師疑姦殺裸屍草叢 （页面存档备份，存于） 文匯報 2000-08-26
12. ↑  裸屍案男女疑兇燒炭死 （页面存档备份，存于） 文匯報 2000-08-29
13. ↑  . 蘋果日報. 2002-03-18  [2024-09-02]. （原始内容存档于2021-08-30） （中文（香港））.
14. ↑  . 文匯報. 2002-03-19  [2024-09-02]. （原始内容存档于2024-09-02） （中文（中国大陆））.
15. ↑  . 羊城晚報. 2002-03-18  [2024-09-02] （中文（中国大陆））.
16. ↑  . 文匯報. 2006-01-17  [2024-09-02]. （原始内容存档于2024-09-02） （中文（香港））.
17. ↑  . 山寨探案實錄. 2022-07-01  [2024-09-02]. （原始内容存档于2024-09-02） （中文（香港））.
18. ↑  . 東方日報. 2010-05-04  [2024-09-02]. （原始内容存档于2024-09-03） （中文（香港））.
19. ↑  . 蘋果日報. 2011-10-04  [2011-10-03]. （原始内容存档于2021-09-02） （中文（香港））.
20. ↑  . 星島日報. 2011-10-04  [2024-09-02]. （原始内容存档于2024-09-03） （中文（香港））.
21. ↑  . 明報. 2011-10-04  [2024-09-02]. （原始内容存档于2024-09-03） （中文（香港））.
22. ↑  . 文匯報. 2012-09-27  [2024-09-02]. （原始内容存档于2016-03-04） （中文（中国大陆））.
23. ↑  . 文匯報. 2013-07-18  [2024-09-02]. （原始内容存档于2024-09-03） （中文（中国大陆））.
24. 1 2  . 明報. 2014-05-24  [2024-09-02]. （原始内容存档于2024-09-03） （中文（中国大陆））.
25. ↑  . on.cc東網. 2016-10-22  [2024-09-02]. （原始内容存档于2024-09-02） （中文（香港））.
26. ↑  . 成報. 2016-12-01  [2024-09-02]. （原始内容存档于2024-09-03） （中文（香港））.
27. ↑  . 蘋果日報. 2017-06-10  [2024-09-02]. （原始内容存档于2021-08-29） （中文（香港））.
28. ↑  . 香港商報. 2017-06-09  [2024-09-02]. （原始内容存档于2024-09-02） （中文（香港））.
29. ↑  . 橙新聞. 2019-05-22  [2024-09-02]. （原始内容存档于2024-09-02） （中文（香港））.
30. ↑  . on.cc東網. 2020-05-31  [2024-09-02]. （原始内容存档于2024-09-02） （中文（香港））.
31. ↑  . on.cc東網. 2020-10-19  [2024-09-02]. （原始内容存档于2024-09-02） （中文（香港））.
32. ↑  . 蘋果日報. 2020-12-01  [2024-09-02]. （原始内容存档于2021-08-29） （中文（香港））.
33. ↑  邵沛琳、郭倩雯. . 香港01. 2020-12-01  [2024-09-02] （中文（香港））.
34. ↑  . on.cc東網. 2020-12-01  [2024-09-02]. （原始内容存档于2024-09-03） （中文（香港））.
35. ↑  . 星島日報. 2022-01-17  [2024-09-02]. （原始内容存档于2024-09-02） （中文（香港））.
36. ↑  . on.cc東網. 2022-03-23  [2024-09-02]. （原始内容存档于2024-09-02） （中文（香港））.
37. ↑  . 明報. 2023-08-26  [2024-09-02] （中文（香港））.
38. ↑  . 星島日報. 1923-08-27  [2024-09-02]. （原始内容存档于2024-09-02） （中文（香港））.
39. ↑  . 明報. 2024-04-12  [2024-09-02] （中文（香港））.
40. ↑  卓柏安. . 香港01. 2022-01-16  [2024-09-02] （中文（香港））.

## 外参考
- 東堤小築地圖 （页面存档备份，存于）
- 東堤小築有計劃變身成另類景點 （页面存档备份，存于） 與香港迪士尼樂園相輝映。

22°12′42″N 114°01′44″E / 22.2116°N 114.0290°E